# 葉冠亨酒駕肇事致死案
葉冠亨酒駕肇事致死案為2012年4月25日發生於台灣高雄市的一件酒駕肇事案件，造成兩人當場死亡，一人間接死亡。2013年11月27日，葉冠亨酒駕撞死人案，最高法院維持前審認定，以公共危險罪判葉冠亨6年徒刑，同案被告王嘉祥依業務過失致死罪判刑2年。全案定讞。

## 事件
肇事者葉冠亨，臺灣媒體戲稱「葉少爺」。曾經就讀樹德科技大學 （退學）、和春技術學院 （退學）。葉冠亨於2012年4月25日酒駕行經高雄市中央公園中華三路，其所駕駛的白色賓士C63先因為超速撞到違規迴轉的垃圾車，再撞擊到晨間運動的證券公司副經理李幸蓉（47歲），李姓女子頭顱遭保險桿削斷，當場慘死街頭，隨後其丈夫許明義（49歲）3日後疑似因為傷心過度而在家裡面猝死，留下8歲的女兒。而葉冠亨同乘的友人陳岡逸（24歲）送醫後亦傷重死亡。
由於葉冠亨酒駕在先，加上葉冠亨與家人事後態度傲慢、狂妄，引發撻伐，葉冠亨也被冠上「葉少爺」、「富二代」等稱號。
2013年4月20日，由於葉冠亨名下沒有任何財產，因此李家目前仍未獲得賠償。但是其父親（葉錦堂）卻於事件發生後在高雄市精華地段蓋起私人豪華城堡，於近日曝光後又掀起一波撻伐之聲。
民間同時發起了關於酒後開車累犯死刑探討與連署。
2016年12月23日，葉冠亨服刑3年後，假釋出獄。葉冠亨面對媒體說，對家屬的愧疚沒有縮減，在尊重對方前提下願意盡量彌補，對於許小妹妹，葉冠亨表示掛心，畢竟對方的父母親因為他才辭世，他有責任照顧她，目前他能夠做的就是支付她學費到成年。
被害人李幸蓉的哥哥李富盛無奈表示，判6年，執行3年就出來了，葉冠亨雖然賠償外甥女（許小妹妹）1,000萬元臺幣，但是他的恨一直都在，他不認為這樣是和解，因為無論再怎麼補償外甥女，她的父母親也不可能復生了！

## 判決
2012年11月9日，臺灣高雄地方法院宣判，葉冠亨被依公共危險等罪判處有期徒刑6年，而事故中垃圾車違規左轉，清潔隊駕駛判2年。
2013年7月19日，臺灣高等法院高雄分院二審宣判，維持一審原判，葉冠亨有期徒刑6年。
2013年11月27日，葉冠亨酒駕撞死人案，最高法院維持前審認定，以公共危險罪判葉冠亨6年徒刑，全案定讞。
2013年11月29日，酒駕造成3死悲劇的葉冠亨，27日被中華民國最高法院依公共危險罪判處有期徒刑6年定讞，臺灣高雄地方法院檢察署為防逃亡隨即開出拘票，指揮高雄市政府警察局前往葉冠亨住處連夜監控行蹤，以免上演「落跑」戲碼。
而葉冠亨在收到入監通知書後，已在下午1點37分左右，由母親陪同下前往高雄地檢署執行科報到，臨別前母子兩人相擁而泣；完成報到後，下午4點鐘左右搭乘囚車前往法務部矯正署高雄第二監獄，展開他為期6年的牢獄生活。但是一般社會大眾無法接受，覺得判決太輕，因為牽涉到三條人命，至少要判無期徒刑或死刑才能遏止酒駕的歪風。
2013年11月30日 入監。
2016年12月29日 法務部矯正署核准葉冠亨假釋，此案葉冠亨造成兩人死亡（被撞女性李幸蓉當場身首分離）、間接一人死亡（死者老公悲傷過度猝死，留下8歲女兒），總計三條人命，實際執行刑期為「3年1個月」。

## 外部連結
- 葉冠亨酒駕肇事致死案大事紀 Yahoo!新聞 （页面存档备份，存于）